# Porcii
La gens Porcia est originaire de Tusculum. Sous la République romaine, trois branches de cette gens se sont illustrées par les cognomina Laeca, Licinus et Cato.
Sous l'Empire, les cognomina Festus, Latro, et Septimus sont rattachés aux Porcii.

## Membres sous la République

### Porcii Catones
- Marcus Porcius (Cato), (v.-310 - ?);
  - Marcus Porcius, (v.-280 - ?);
    - Marcus Porcius, (v.-260 - ?);
      - Marcus Porcius Cato, (-234 - -149), consul en 195 av. J.-C. puis censeur en 184 av. J.-C.;
        - Marcus Porcius Cato Licinianus, (v.-192 - v.-152), juriste.
          - Marcus Porcius Cato, (v.-162 - -118), consul en 118 av. J.-C.;
            - Marcus Porcius Coto, (v.-130 - ap.-91), propréteur de Gaule Transalpine;

          - Caius Porcius Cato, (v.-158 - ap.-109), consul en 114 av. J.-C.
            - ? (Porcius Cato), (v.-130 - ?);
              - ? Caius Porcius Cato, (v.-90 - ap.-54), tribun de la plèbe en -56;

        - Marcus Porcius Cato Salonianus, (v.-152 - ?), préteur;
          - Marcus Porcius Cato, (v.-131 - -92?), candidat à la préture;
            - Marcus Porcius Cato, (-95 - -46), tribun de la plèbe en -62, candidat au consulat en -51.
              - Marcus Porcius Cato, (v.-73 - -42);
              - Porcia Catonis, (v.-70 - -42), épouse de Bibulus puis de Brutus
              - (Lucius) Porcius Cato, (v.-52 - ap.-49);
              - Porcia, (v.-50 - ap.-49);
              - Porcia, (v.-50 - ap.-49);

          - Lucius Porcius Cato, (v.-130 - -89), consul en 89 av. J.-C.

### Porcii Licini
- Marcus Porcius Licinus;
  - Lucius Porcius Licinus;
    - Lucius Porcius Licinus, (v.-225 - ap.-183), consul en -184;
      - Lucius Porcius Licinus, (v.-205 - ap.-172);
        - ? Porcius Licinus, (v.-170 - ap.-140);
          - ? Lucius Porcius Licinus, (v.-145 - ap.v.-118), triumvir monétaire vers -118;

### Porcii Laecae
- Publius Porcius, (v.-255 - ?);
  - Publius Porcius Laeca, (v.-230 - -195), tribun de la plèbe en -199, préteur en -195;
    - Publius Porcius (Laeca), (v.-195 - ap.-164), sénateur romain;
      - Marcus Porcius Laeca, (v.-150 - ap.v.-125), triumvir monétaire;
        - ? (Porcius Laeca), (v.-125 - ?);
          - ? Marcus Porcius Laeca, (v.-100 - ap.-63), sénateur romain partisans de Catilina;

      - Publius (Porcius) Laeca, (v.-135 - ap.-90), triumvir monétaire, tribun de la plèbe;

## Membres sous l'Empire

### Porcii Cato
- Marcus Porcius Cato, (v.-5 - 38), consul suffect en 36;
  - Marcus Porcius Cato, (v.15 - ap.55/60), légat d'Auguste propréteur de Lusitanie en 46;
  - Porcia, (v.20 - ap.55/60)

### Autres
- Marcus Porcius Latro, rhétoricien célèbre sous le règne d'Auguste (décédé en 4 av. J.-C.).
- Porcius Festus, gouverneur de Judée vers 58-62.